# Дикая месть
«Дикая месть» (англ. Savage Vengeance, также известный под названием «Я плюю на ваши могилы 2», англ. I Spit on Your Grave 2) — американский триллер 1993 года режиссёра Дональда Фармера. Неофициальный сиквел и «мягкий перезапуск» фильма «День женщины» 1978 года.
Мировая премьера состоялась 27 октября 1993 года.

## Сюжет
Дженнифер уезжает в тихое и безлюдное место, однако её спокойствие нарушают четыре преступника, подвергнув её групповому изнасилованию и бросив в лесу. Но Дженнифер всё-таки с особой жестокостью мстит своим насильникам, и на суде её признают невиновной в убийствах. Спустя пять лет она снова решает уехать в загородный домик вместе со своей подругой Сэм. По дороге домой девушки знакомятся с двумя парнями, один из которых, Дуэйн, очень приглянулся Сэм, и она соглашается на его предложение провести вечер у него дома.

## В ролях
| Актёр            | Роль            |
| ---------------- | --------------- |
| Камилла Китон    | Дженнифер Хиллс |
| Линда Лайер      | Сэм             |
| Фил Ньюман       | Дуэйн Чесни     |
| Дональд Фармер   | Томми           |
| Билл Суинни      | Мэнни           |
| Джеймс Кокран    | насильник       |
| Билл Гатсон      | насильник       |
| Джордж Маранвиль | насильник       |
| Майк Смит        | насильник       |